# XL, le magazine
Pour les articles homonymes, voir XL.
XL Le Magazine est un magazine mensuel français destiné aux adolescents (essentiellement masculins). Créé en octobre 1994 (dont le 1er exemplaire, gratuit, le N°0, était distribué à la sortie des collèges et lycées), XL Le Magazine, détenu par le Groupe Amaury, a cessé d'être édité en novembre 2000 après 73 numéros. La marque a été rachetée par Jérôme Sicard en 2004 afin de créer XL Foot.
XL proposait toute une gamme de rubriques : people, sport, musique, cinéma, télévision, tests... Le tout était agrémenté de photos (notamment des jeunes femmes sexy) et de BD (dont la mascotte du magazine, Ixel, et les strips de Focu par Diego Aranega).
La diffusion payée du titre était montée à 56 000 exemplaires en 1999, pour tomber à 30 000 exemplaires au moment de son arrêt. Son dernier exercice s'était soldé par une perte de 3 millions de francs.

## Anecdote
Avant d'être connue, Églantine Éméyé a fait quelques apparitions dans XL en tant que mannequin.